# Untere Gowhar-Agha-Moschee

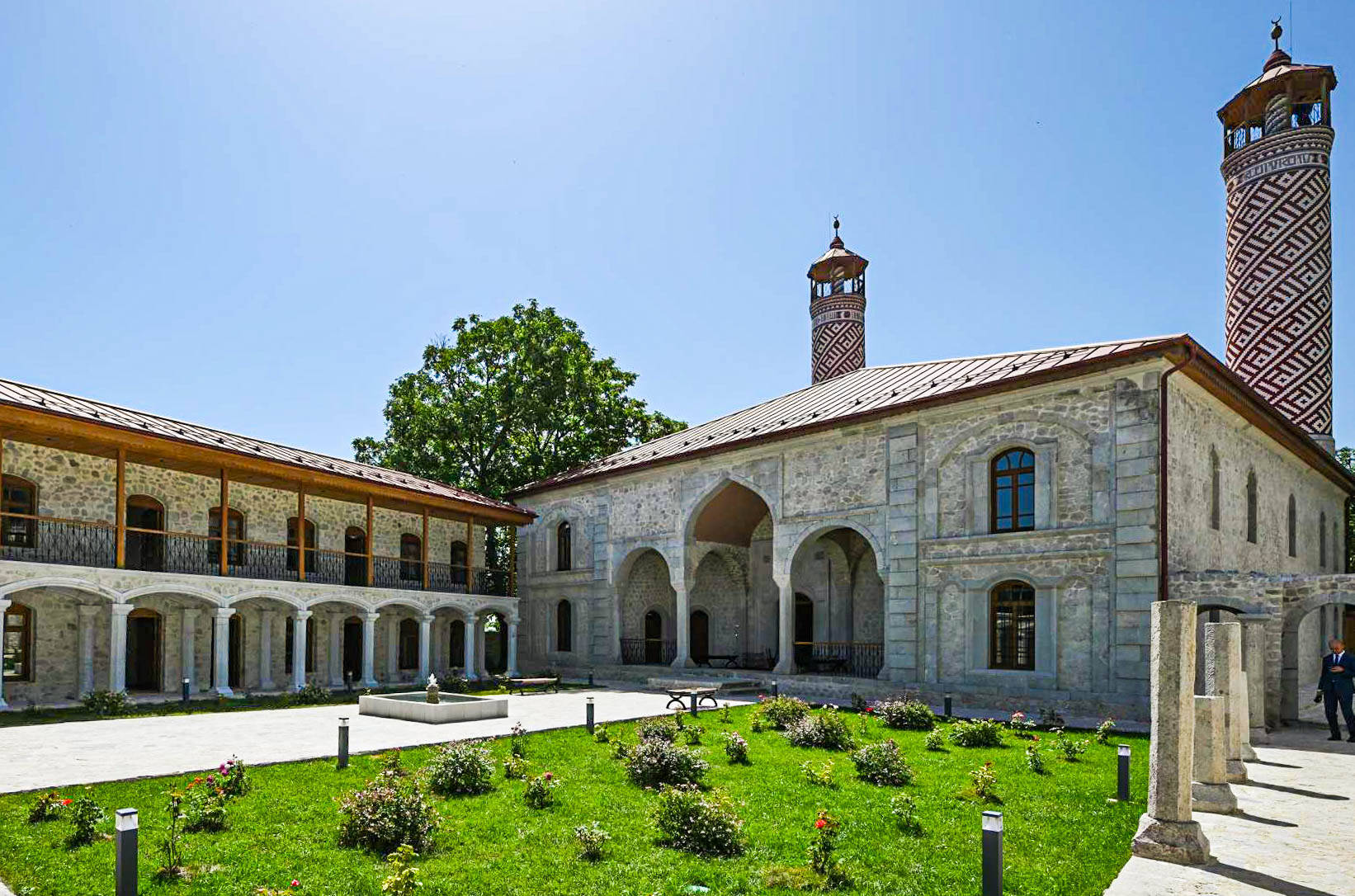
Ashagi-Govhar-Aga-Moschee nach Restaurierungsarbeiten, im Jahr 2024

Die Untere Gövhər-Ağa-Moschee (aserbaidschanisch Aşağı Gövhər Ağa Məscidi, armenisch Գովհար աղայի ստորին մզկիթ), auch „Kleine Moschee von Schuscha“ („Şuşanın Kiçik Cümə məscidi“ oder kurz „Kiçik məscid“) ist ein aus dem 18. Jahrhundert stammendes schiitisches Gotteshaus in Şuşa, in der Region Bergkarabach in Aserbaidschan.

## Geschichte und Architektur

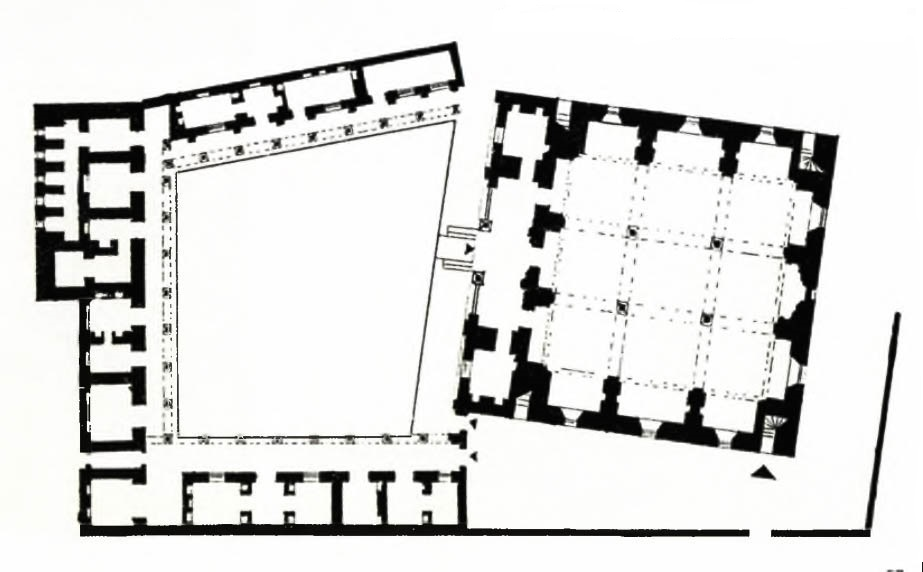
Plan der Untere Gövhər Ağa Moschee (rechts) und des davor liegenden Madrasa-Komplexes (links)

Durch die Bezeichnung „untere“ hebt sich die Moschee bezogen auf ihre Lokalität von der höher gelegenen und sich in unmittelbarer Nähe befindenden Oberen Gövhər-Ağa-Moschee ab.
Die Grundsteinlegung des Bauwerks erfolgte Ende des 18. Jahrhunderts unter Ibrahim Xəlil Xan, dem aserbaidschanischen Herrscher des Khanats Karabach. Die Moschee wurde zusammen mit einer nahe gelegenen Madrasa erstmals 1855 im Stadtplan von Schuscha erwähnt. Fertiggestellt wurde die Konstruktion allerdings erst in den Jahren 1874–1875 Jahren unter der Leitung des aserbaidschanischen Architekten Karbalaji Safi-Khan Karabagi (1817–1910). Untere und Obere Gövhər-Ağa-Moscheen zeichnen sich durch eine ähnliche architektonische Stilrichtung aus und haben jetzt fast die gleichen Abmessungen: Die obere Moschee hat die Abmessung 26,5 mal 21,5 Metern und die untere Moschee von 22,2 mal 23,7 Metern. Die dreischiffige Gebetshalle der unteren Gövhər-Ağa-Moschee hat eine Grundfläche von 19,62 mal 17,74 Metern. Die kreisförmigen Minarette der Moschee sind aus Ziegeln gebaut. Im Unterschied zur oberen Moschee befinden sie sich nicht an den Ecken der hinteren Fassade, sondern an der vorderen Fassade. Zudem verfügen die schlanken zylindrischen Minarette der unteren Moschee über Ornamente, die in farbigen Ziegeln ausgelegt sind. Im Gegensatz zur oberen Moschee finden sich in der Ornamentik der Minarette keine geometrischen Muster, lediglich der in geometrischer Form geschriebene Ausdruck „Allah“ wird immer wieder wiederholt.
Im Zuge der Besetzung von Şuşa durch armenische Militärs im Mai 1992 wurde die Moschee schwer beschädigt und befindet sich seither im halb zerstörten Zustand. Vom nebenstehenden Madrasa-Komplex sind nur noch Ruinen übrig.

## Galerie

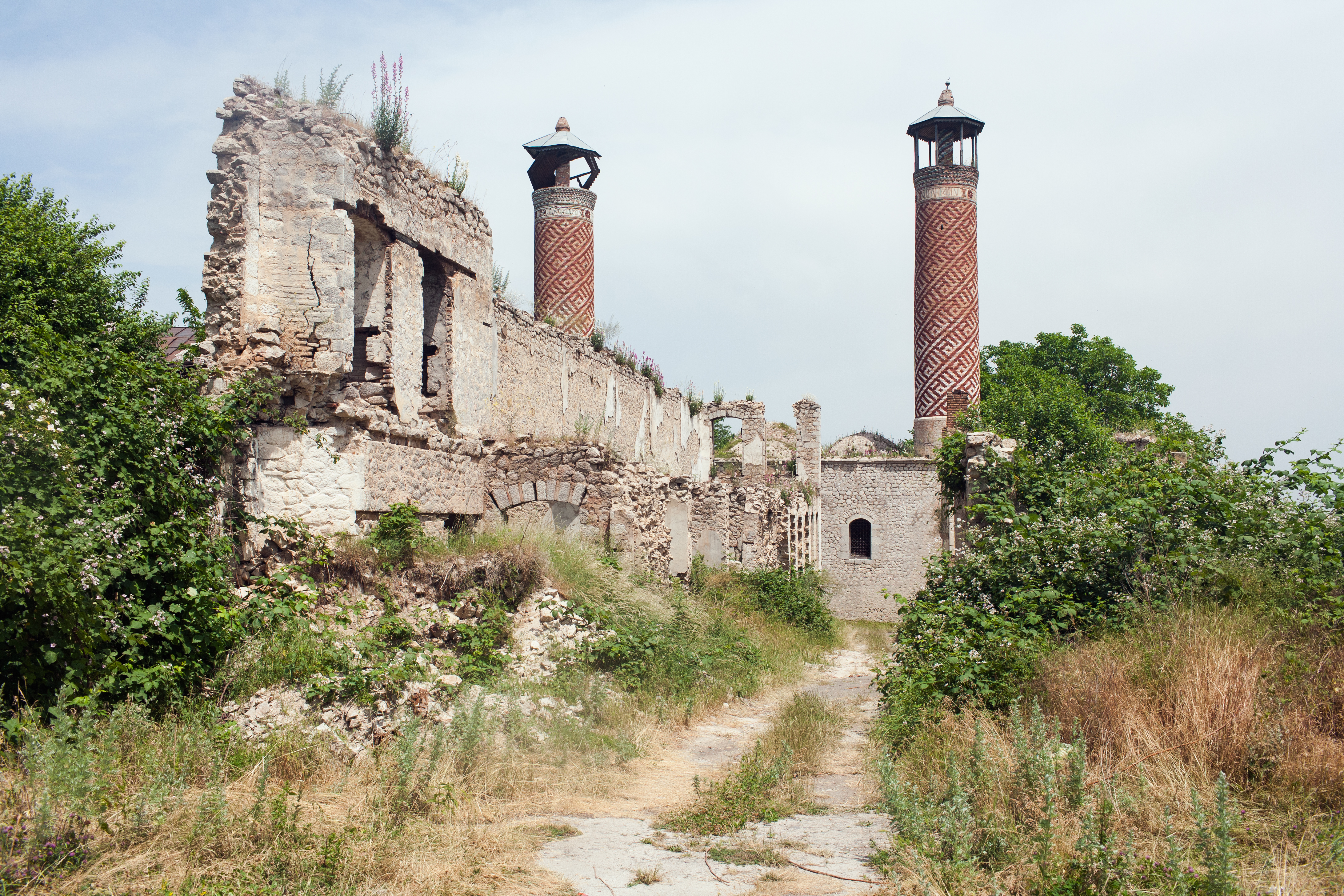
Untere Gövhər Ağa Moschee 2010
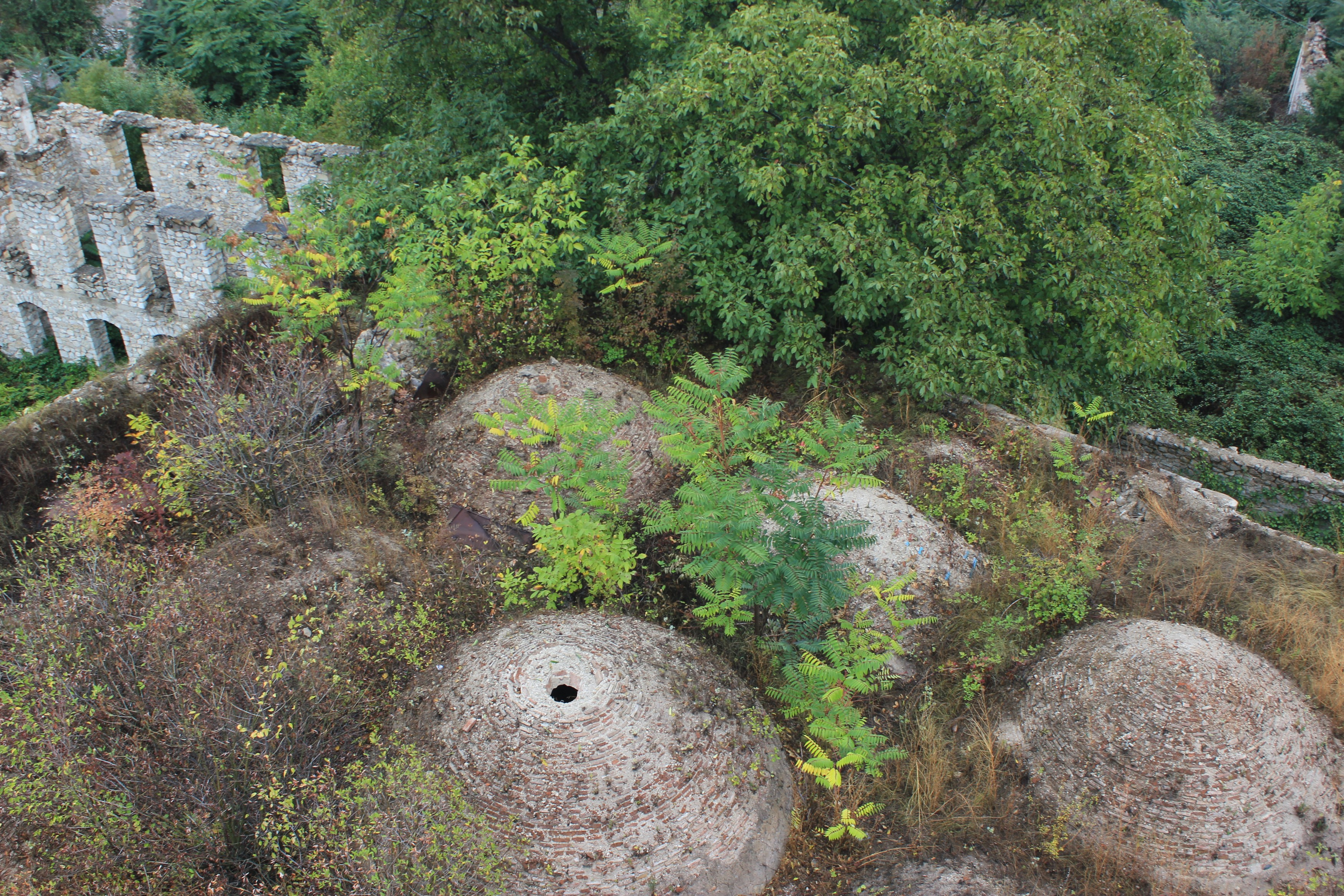
Dach der Moschee 2017
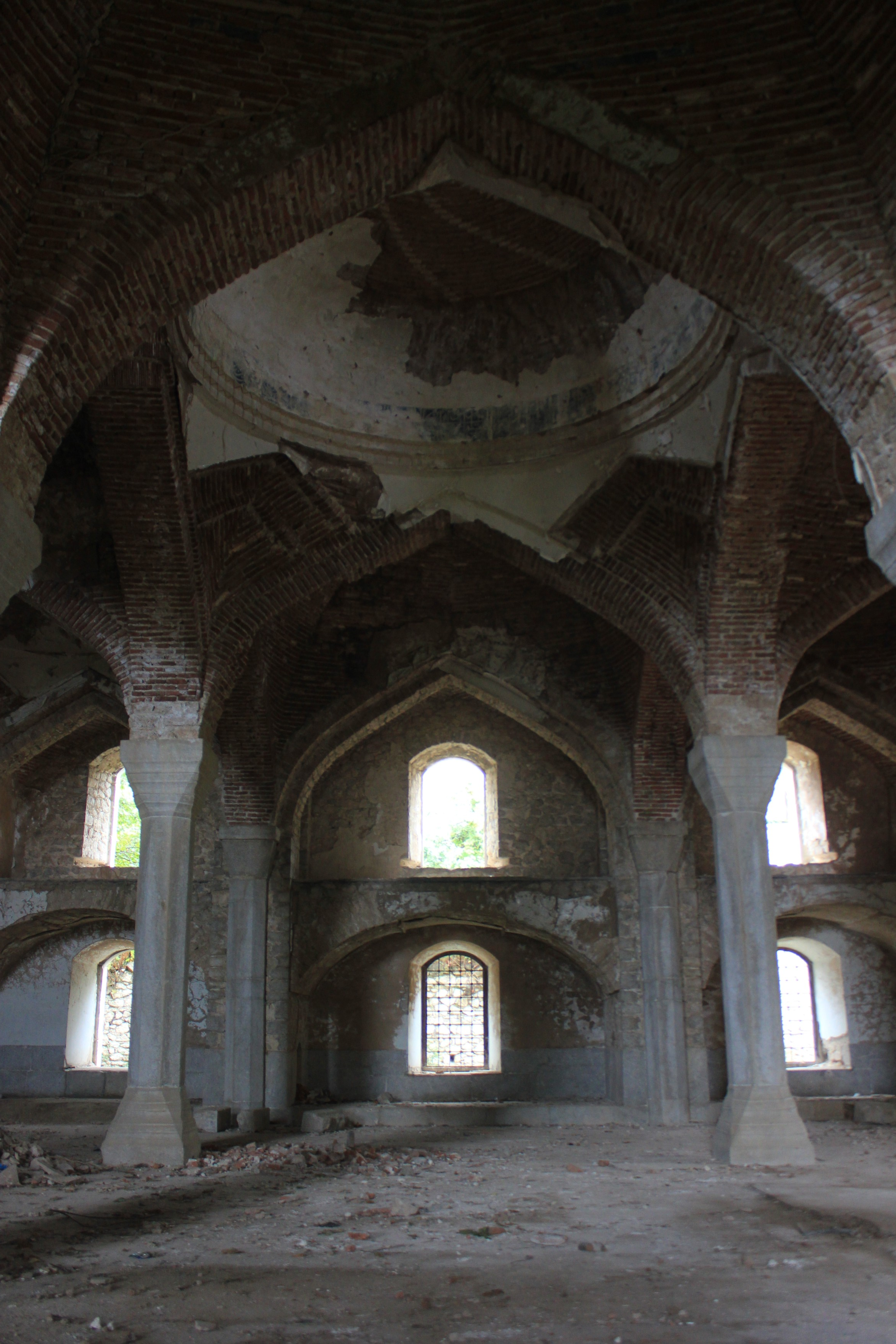
Innenraum 2017
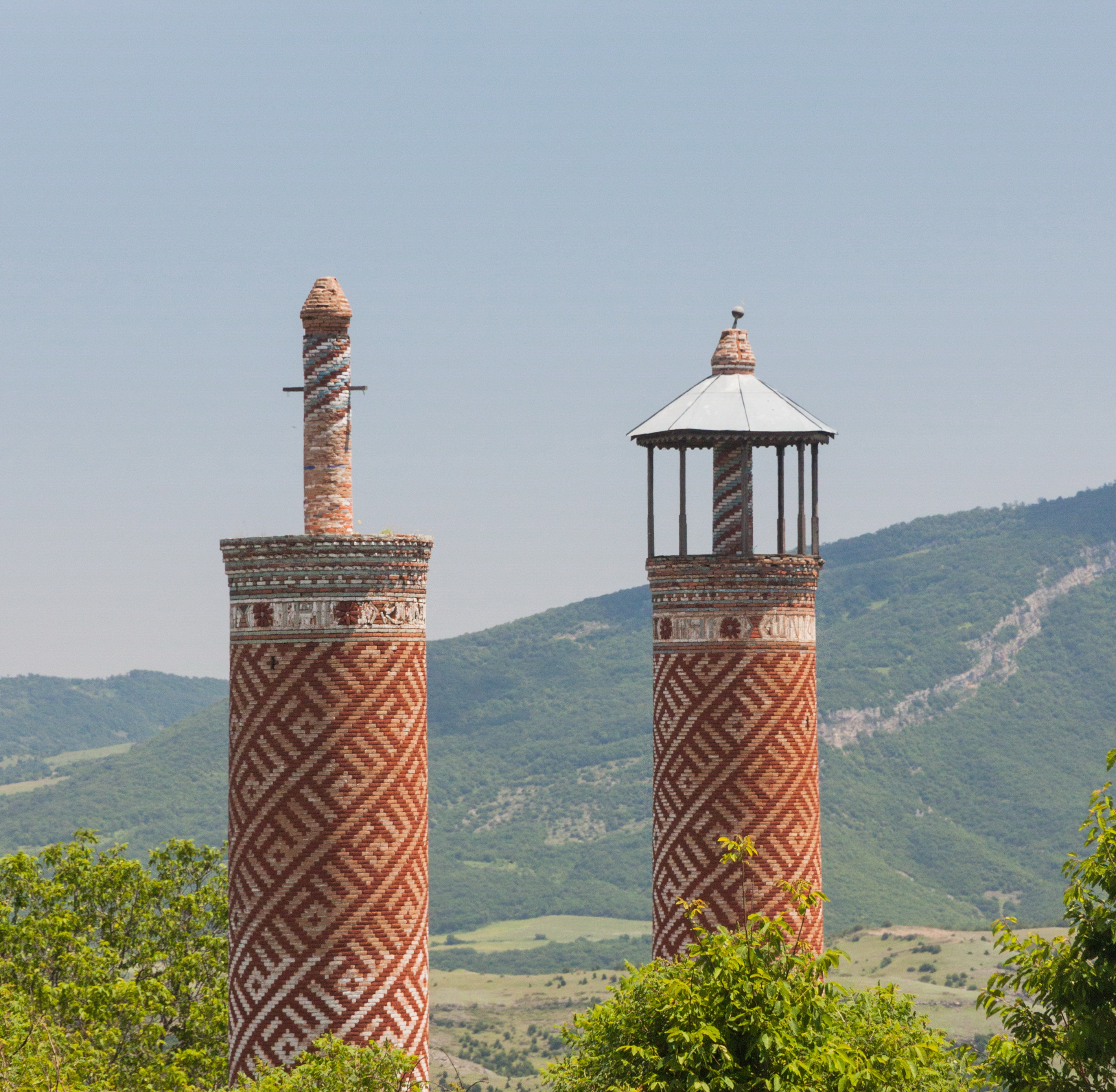
Minarette 2014
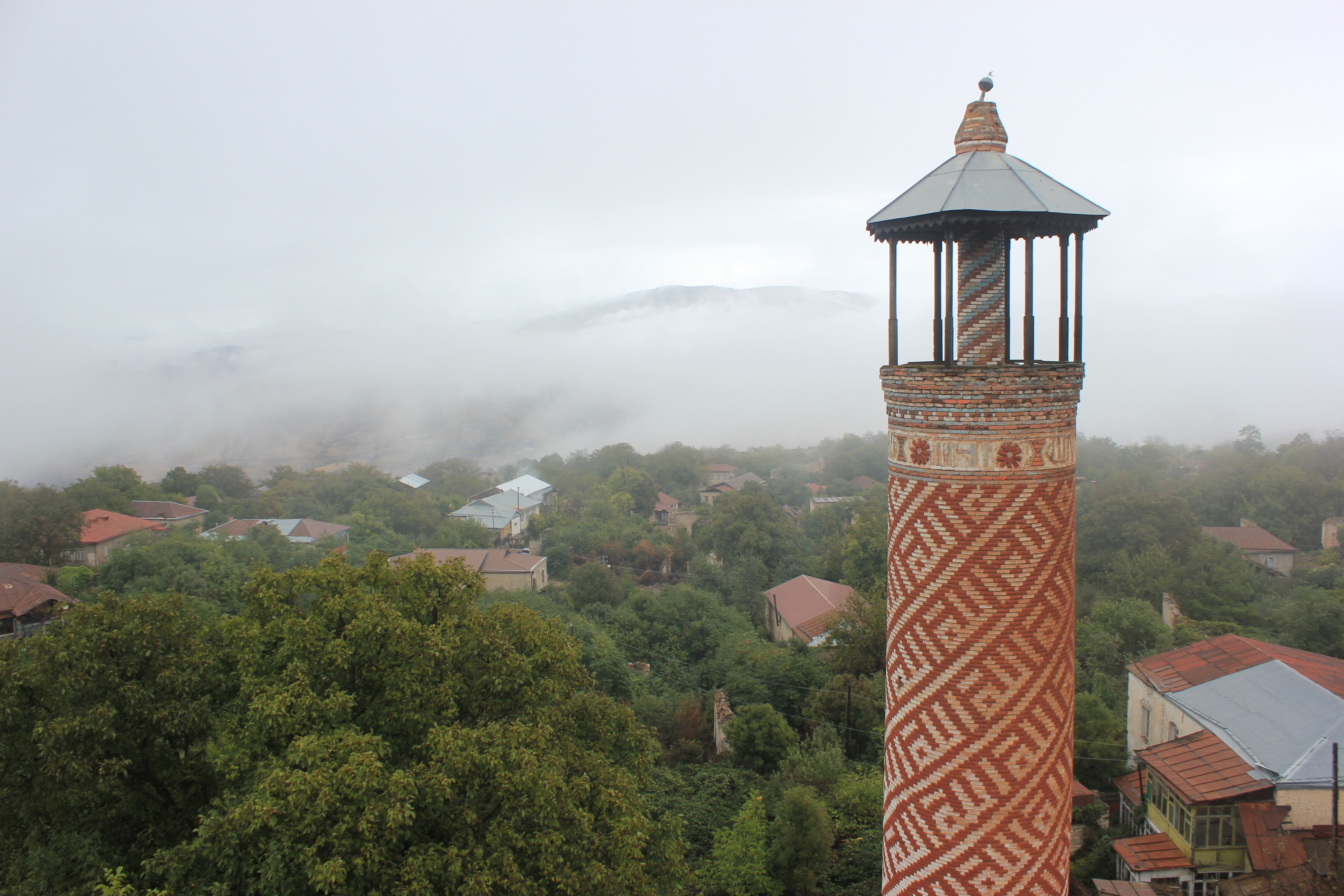
Blick vom Minarett 2017
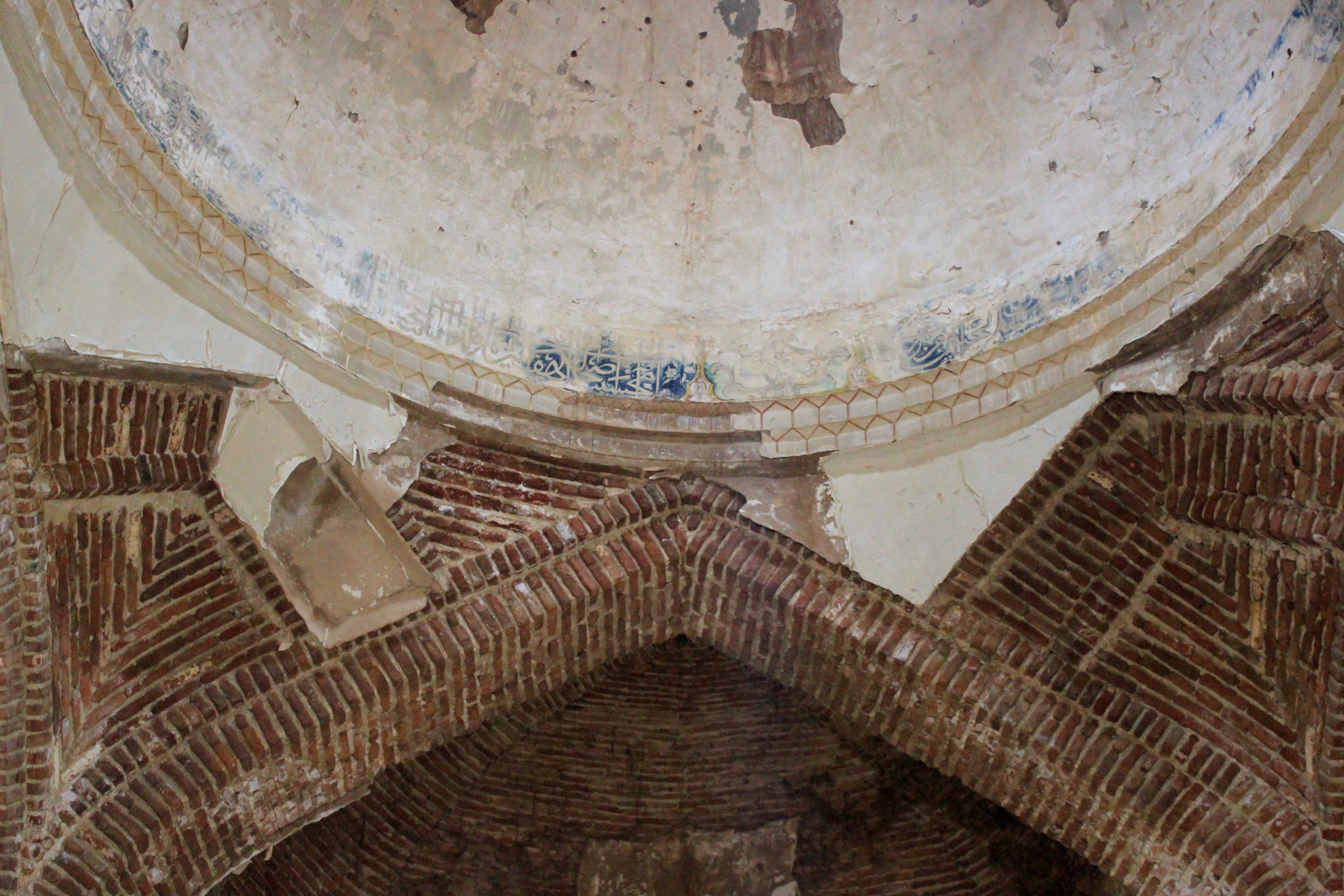
Beschriftung im Inneren des Gebäudes 2017
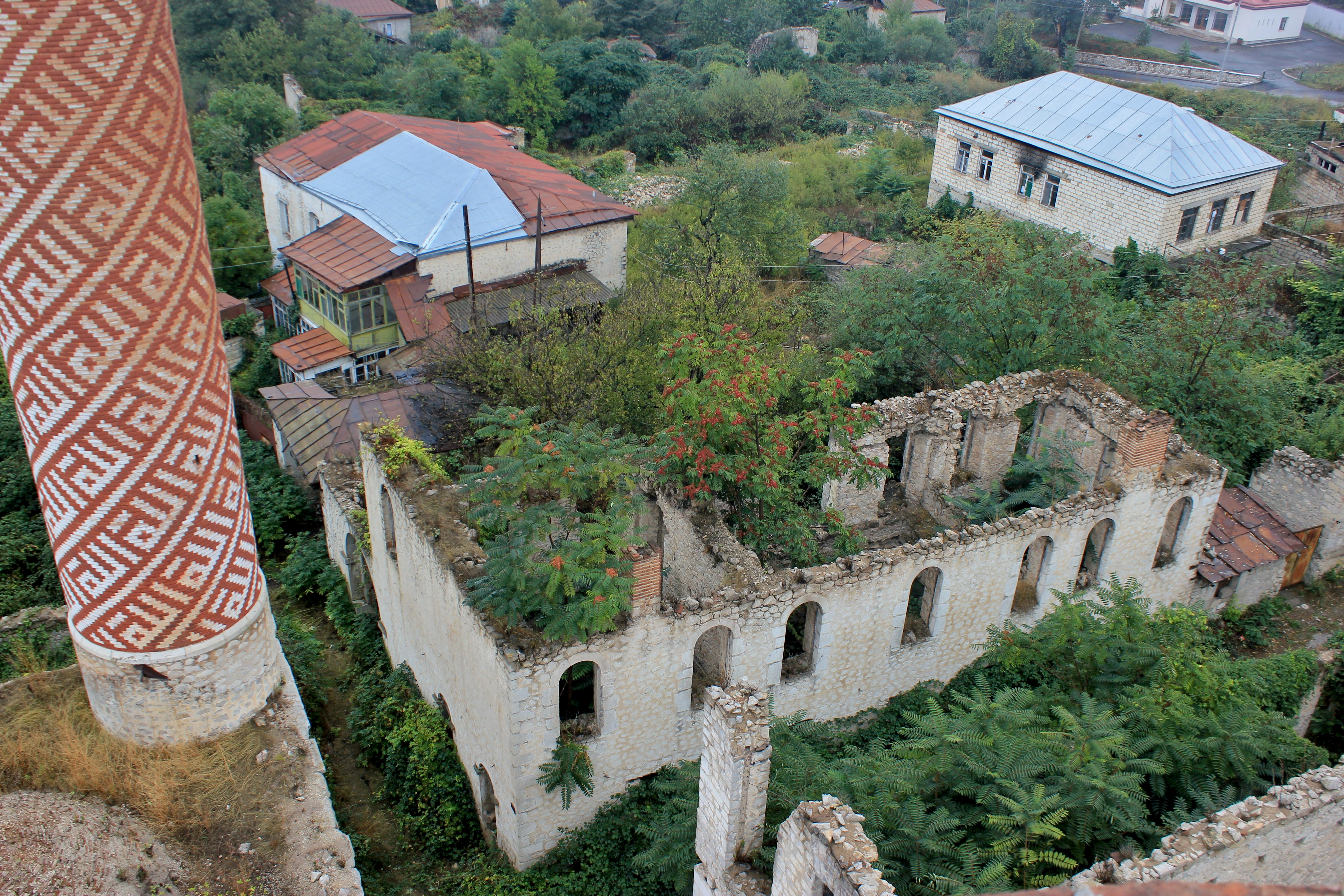
Blick vom Minarett 2017
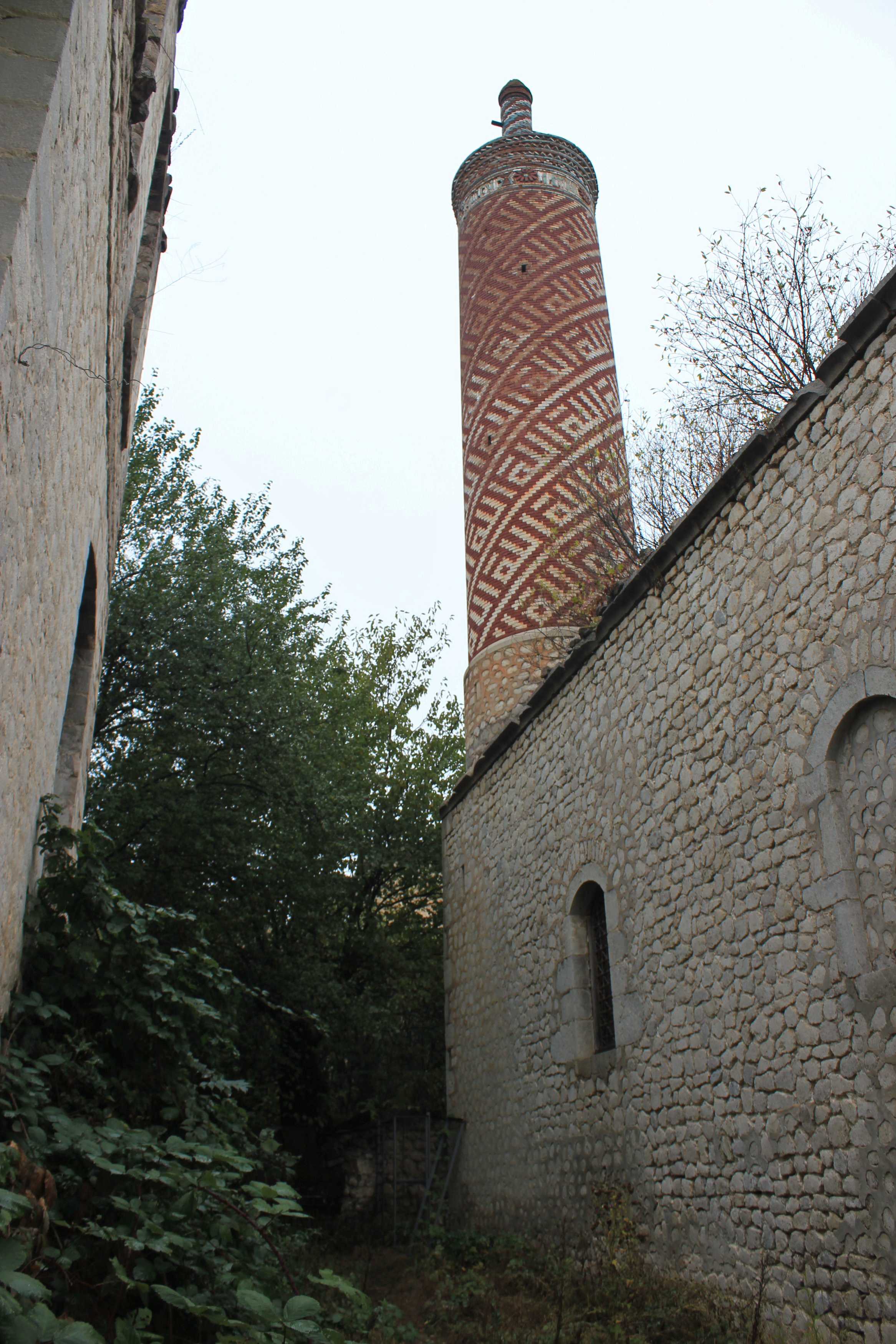
Außenseite 2017
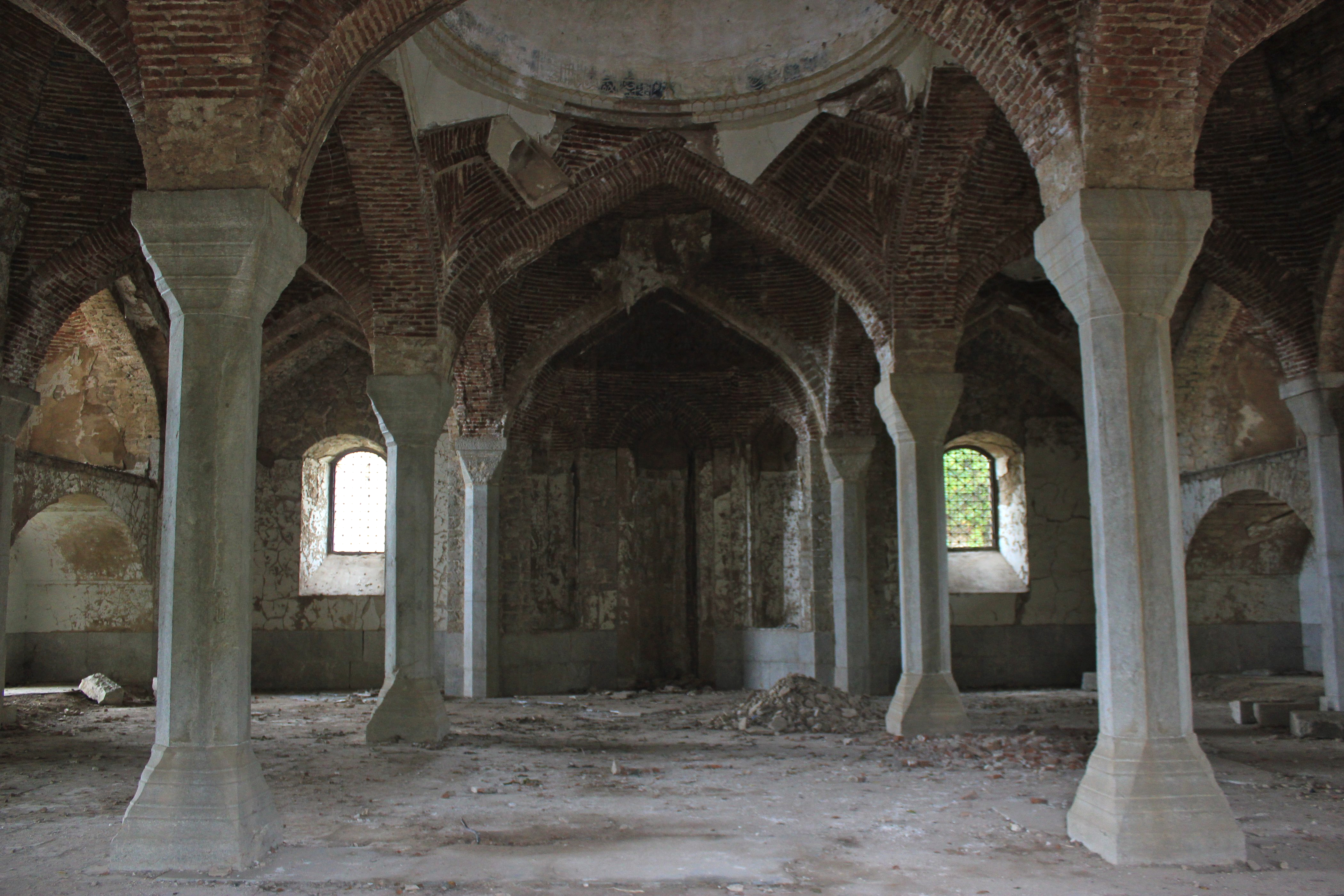
Innenseite 2017